# Альварес, Мерседес (кинорежиссёр)
Мерсе́дес А́льварес (исп. Mercedes Álvarez, 1966, Альдеальсеньор, провинция Сория) — испанский кинорежиссёр и сценаристка.

## Биография
Работала монтажером на фильме Герина Стройка. Известность ей принес документальный фильм о родной деревне Небеса поворачиваются.

## Фильмография
- 1997: Ветер из Африки/ El viento africano (короткометражный)
- 2004: Небеса поворачиваются/ El cielo gira (документальный, премия за лучший фильм и премия ФИПРЕССИ Буэнос-Айресского МКФ независимого кино[англ.], премия Тигр Роттердамского МКФ)
- 2011: Торговцы будущим/ Mercado de futuros (документальный, специальное упоминание жюри Буэнос-Айресского МКФ независимого кино)
- 2012: Cinco elementos para cualquier universo